# Audrey Hepburn
Audrey Hepburn, ursprungligen Audrey Kathleen Ruston, född 4 maj 1929 i Ixelles, Belgien, död 20 januari 1993 i Tolochenaz, Vaud, Schweiz, var en brittisk skådespelare, fotomodell och dansare av nederländsk börd på mödernet, främst verksam i USA. Hepburn växte upp i Belgien, England och Nederländerna. I Amsterdam studerade hon balett hos Sonia Gaskell innan hon flyttade till London 1948 och fortsatte sin balett-träning med Marie Rambert samt medverkade i kören på olika West End-musikaler. Efter att ha gjort mindre roller i flera filmer spelade Hepburn titelrollen i Broadway-uppsättningen av Gigi 1951 sedan hon upptäckts av den franska författaren Colette, vars roman pjäsen baserades på.
Audrey Hepburn blev stjärna efter att ha spelat huvudrollen i Prinsessa på vift (1953), för vilken hon var den första skådespelerskan att motta en Oscar, en Golden Globe Award och en BAFTA Award för en och samma roll. Samma år erhöll Hepburn en Tony Award för sin roll i pjäsen Ondine. Hon fortsatte att spela huvudroller i ett antal framgångsrika filmer, däribland Sabrina (1954), Nunnan (1959), Frukost på Tiffany's (1961), Charade (1963), My Fair Lady (1964) och Nattens ögon (1967), vilka renderade henne Oscar-, Golden Globe- och BAFTA-nomineringar. Hon är en av endast 15 personer som har mottagit utmärkelserna Oscar, Emmy, Grammy och Tony Award (EGOT). Hepburn rankades 1999 som nummer tre på AFI's 100 Years...100 Stars lista över filmstjärnor från Hollywoods klassiska era.
Hepburn medverkade under senare delen av sitt liv i färre filmer och lade istället allt mer tid på att verka som Unicef-ambassadör.

## Biografi

### Tidiga år
Audrey Hepburn var dotter till Joseph Victor Anthony Ruston-Hepburn (1889–1980) och baronessan Ella van Heemstra (1900–1984). Hon växte upp i Belgien, England och Nederländerna. Det var Nederländerna hennes mor härstammade från och det var där hon upplevde de svåra bombningarna av Arnhem. Efter kriget flyttade Hepburn med sin mor till London för att arbeta som fotomodell och aktris. Sedan barnaår studerade hon också balett. Enligt rykte engagerades Hepburn en säsong på det sena 1940-talet som dansare vid den nya Malmöbaletten vid dåvarande Malmö Stadsteater innan filmerbjudanden förde henne en annan väg, men det är troligen felaktigt.

### Filmkarriär

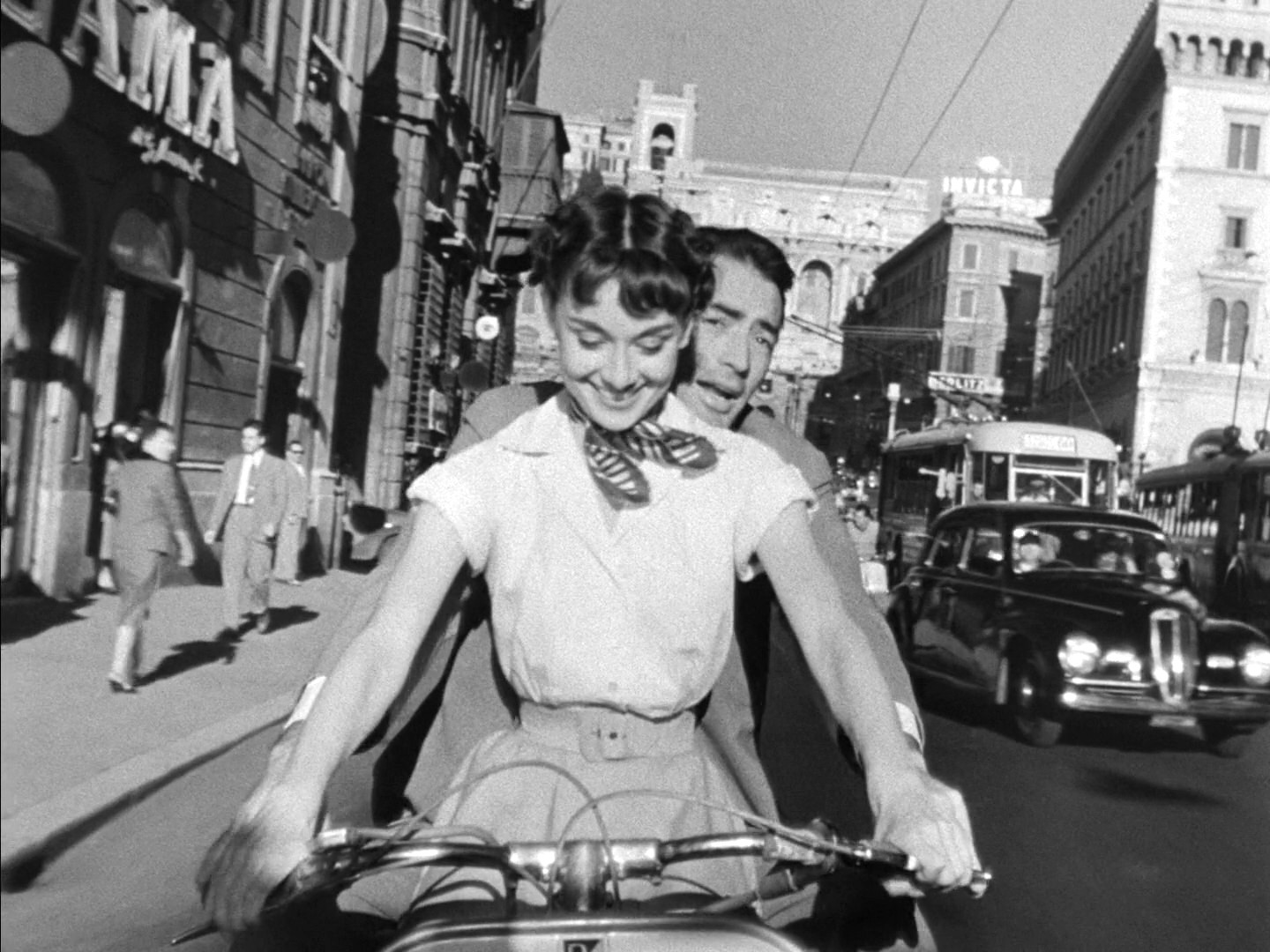
Audrey Hepburn i Prinsessa på vift (1953).

Vid 17 års ålder gjorde Hepburn en reklamfilm för KLM. För sin roll som Prinsessan Ann i Prinsessa på vift 1953 erhöll hon en Oscar för bästa kvinnliga huvudroll. Hon fortsatte sin filmkarriär med filmer som Sabrina (1954), Frukost på Tiffany’s (1961) och My Fair Lady (1964). Efter Nattens ögon (1967) drog hon sig tillbaka för att ägna tid åt sin familj. Det kom att dröja nästan ett årtionde innan hon återvände till filmen i Robin Hood – äventyrens man (1976). Hennes sista filmroll var en biroll i Steven Spielbergs Always (1989).
Hepburn nominerades till fem Oscars och vann en, 1953 för bästa kvinnliga huvudroll i Prinsessa på vift. Hon nominerades 1954 för Sabrina, 1959 för Nunnan, 1961 för Frukost på Tiffany's och slutligen 1967 för sin roll i Nattens ögon. Hon är även en av få som vunnit både en Oscar, en Grammy Award, en Emmy Award och en Tony Award.

### Hepburn som modeikon
I filmen Prinsessa på vift visar Audrey Hepburn upp ett exempel på The New Look. The New Look innebar mycket feminina linjer och avspeglar sig i den smala midjan, den tämligen betonade bysten och den långa kjolen med generös vidd. Kläderna i Prinsessa på vift skapades av Edith Head.
Vid sitt bröllop med Mel Ferrer den 25 september 1954 i Bürgenstock i Schweiz bar hon en vit klänning designad av Pierre Balmain. Inför filmen Sabrina åkte hon sommaren 1953 till Paris för att besöka den två år äldre modeskaparen Hubert de Givenchy. Mötet med honom blev början till ett långt och givande samarbete där Givenchy skapade Hepburns dräkter till filmer som Sabrina, Kär i Paris, Frukost på Tiffany's och Charade. En dräkt som han skapade som fick ikonisk status var den lilla svarta (på engelska känd som LBD – Little black dress) som hon bär i filmen Frukost på Tiffany's (1961) Dock var idén med de små svarta klänningarna Coco Chanels och de utformades många år tidigare. Klänningen auktionerades ut på en välgörenhetsauktion hos auktionshuset Christie's den 5 december 2006.
Även i det privata bar Hepburn Givenchys kläder, till exempel vid sonens dop 1960 och när hon gifte sig med Andrea Dotti 1969. Efter giftermålet med Dotti upptäckte hon Valentino. Hon anlitade även Irene Galitzine och Ralph Lauren.
Hepburn fanns ständigt på bäst klädda-listan under 1950-talet. År 1961 valdes hon in på bäst klädda-listans "Hall of Fame".

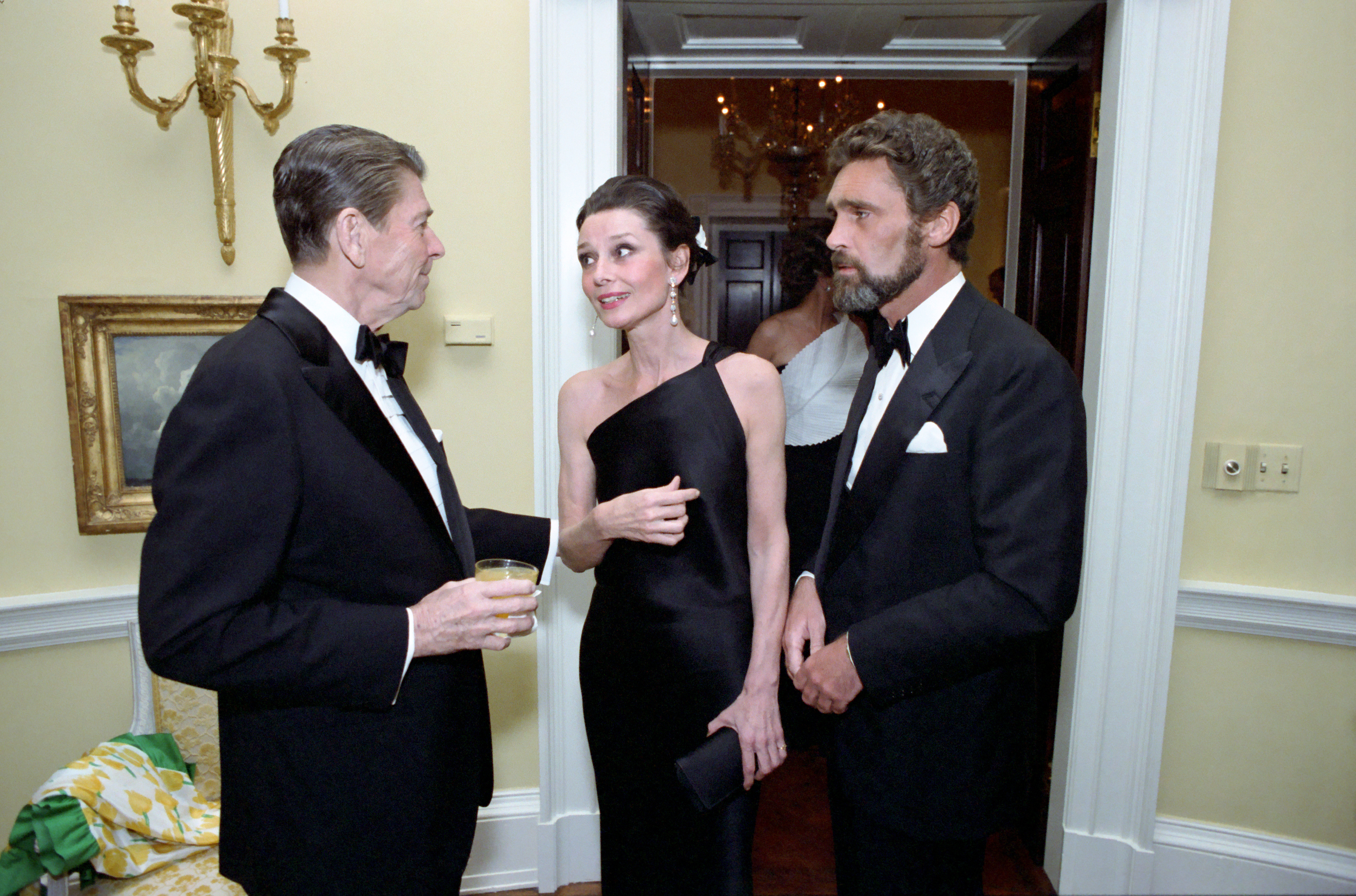
Ronald Reagan, Audrey Hepburn och Robert Wolders i Vita huset 1981.

### Privatliv och Unicef
Hepburn var 1954–1968 gift med skådespelaren Mel Ferrer, med vilken hon fick sonen Sean Hepburn Ferrer (född 1960; hans gudfar är romanförfattaren A.J. Cronin). På en kryssning i Medelhavet träffade Hepburn den italienske greven och läkaren Andrea Dotti. De gifte sig 1969; med honom fick hon sonen Luca Dotti (född 1970). Paret skildes 1982. Från 1980 och fram till sin död levde hon tillsammans med skådespelaren Robert Wolders (född 1936) som tidigare varit gift med Merle Oberon.
År 1988 utsågs Audrey Hepburn till Unicef-ambassadör och reste världen runt för att besöka nödlidande och krigsdrabbade barn. Uppdraget förde henne bland annat till Honduras, Etiopien, Turkiet, Indien, Vietnam, Bangladesh och Somalia.
Audrey Hepburn avled 1993 i sviterna av blindtarmscancer. Hon är begravd på en kyrkogård i Tolochenaz.

## Utmärkelser
Asteroiden 4238 Audrey är uppkallad efter henne.

## Filmografi
- 1948 – Nederlands in zeven lessen
- 1951 – One Wild Oat
- 1951 – Skratt i paradiset
- 1951 – Monte Carlo Baby
- 1951 – Jag stal en miljon

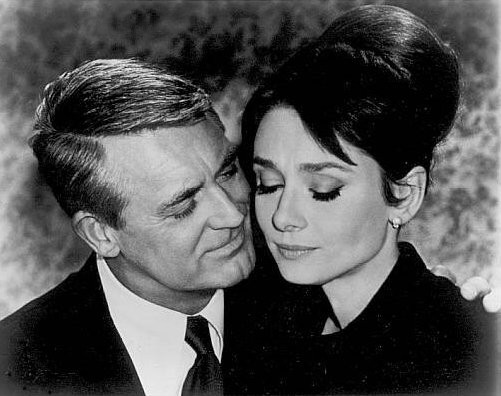
Cary Grant och Audrey Hepburn i Charade (1963).

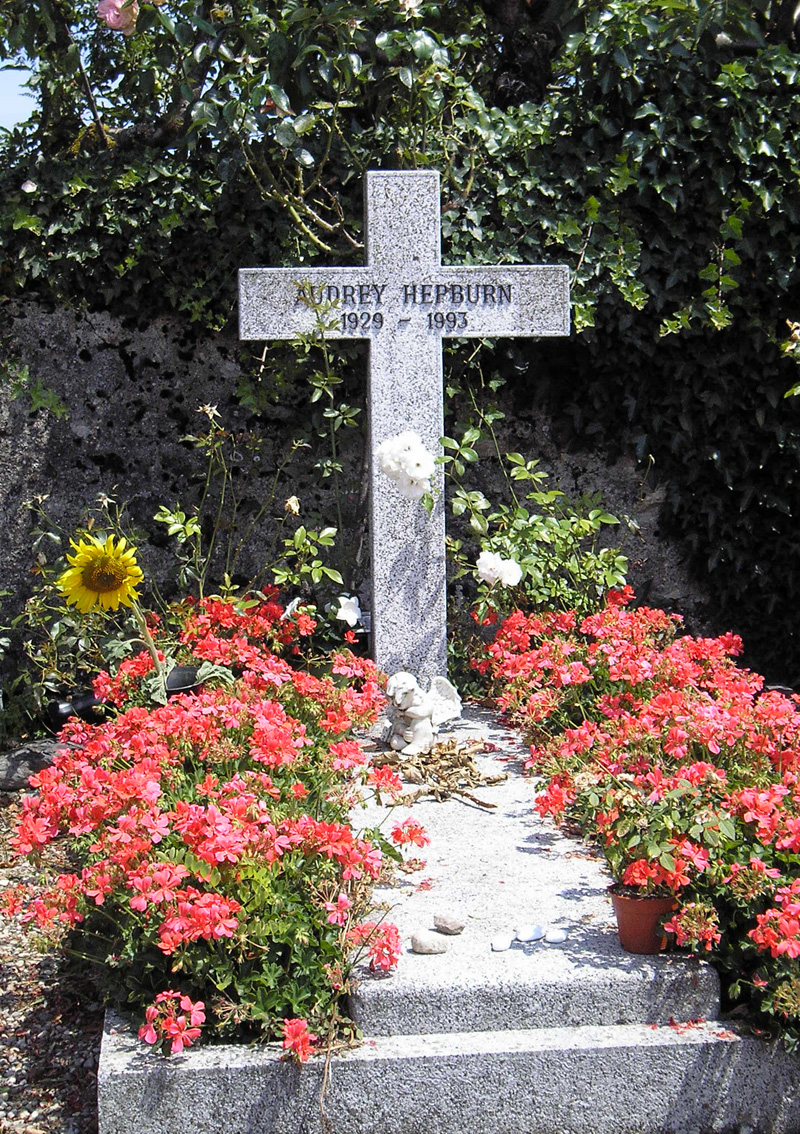
Audrey Hepburns grav.

- 1951 – BBC Sunday Night Theatre (TV)
- 1951 – Gift på vift
- 1952 – The Secret People
- 1952 – Nous irons à Monte Carlo (fransk version av Monte Carlo Baby)
- 1952 – CBS Television Workshop (TV)
- 1953 – Prinsessa på vift
- 1954 – Sabrina
- 1956 – Krig och fred
- 1957 – Kär i Paris
- 1957 – Producers' Showcase (TV)
- 1957 – Ariane
- 1959 – Blommande djungel
- 1959 – Nunnan
- 1960 – De oförsonliga
- 1961 – Frukost på Tiffany's
- 1961 – Ryktet
- 1963 – Charade
- 1964 – Paris – When It Sizzles
- 1964 – My Fair Lady
- 1966 – Hur man stjäl en miljon
- 1967 – Två på väg
- 1967 – Nattens ögon
- 1976 – Robin Hood – äventyrens man
- 1979 – Dödsmärkt
- 1981 – They All Laughed
- 1987 – Love Among Thieves (TV)
- 1989 – Always